# خور (فارس)
خور (بالفارسية: خور) هي مدينة تقع في إيران في البلدة المركزية. يقدر عدد سكانها بـ 6,370 نسمة .

## أعلام
- حبيب يغمائي